# Gilda Buttà
Gilda Buttà (Patti, 29 luglio 1959) è una pianista italiana.

## Biografia
Nata a Patti, provincia di Messina, ha svolto gli studi musicali al Conservatorio Giuseppe Verdi di Milano, diplomandosi a soli sedici anni con lode sotto la guida di Carlo Vidusso. Vincitrice di vari concorsi pianistici a livello nazionale fin da giovanissima, nel 1976 si è aggiudicata il premio Franz Liszt e ha iniziato un'intensa attività concertistica, tenendo concerti in Europa e in Asia. È stata sposata con Michel Petrucciani ed è attualmente moglie del violoncellista Luca Pincini, con cui suona in duo. Ha collaborato con Ennio Morricone, con cui ha inciso colonne sonore (una su tutte La leggenda del pianista sull'oceano, film diretto da Giuseppe Tornatore in cui la Buttà ha suonato i brani che nella finzione scenica sono eseguiti dai personaggi interpretati dagli attori Tim Roth e Clarence Williams III) e altre composizioni. 
Già docente nei conservatori di Firenze e Pescara, occupa attualmente la cattedra di pianoforte al conservatorio di Frosinone. Ha inciso per la BMG, CAM, Sony Music, MEG ITALY, WARNER, Virgin Records, VICTOR, RCA Italiana, EMI. Per “Pesi&Misure”, con Luca Pincini, ha composto Two Skies, con musiche di Rachmaninov, Gershwin, Ferrio. Sempre con Luca Pincini ha inciso per la U07 Records 3 album: Composers, Absolutely Ennio Morricone e Playing George Gershwin.